# Vilhelm Berglund
Per Vilhelm Mikael Berglund, född 29 september 1878 i Österlövsta församling, Uppsala län, död 16 februari 1952 i Uppsala, var en svensk skol- och ämbetsman.
Berglund blev filosofie doktor 1909, var lärare 1910–1913 och lektor i matematik och fysik i Falun 1915–1918 och blev 1919 undervisningsråd. Han var även teknisk konsulent i Kommerskollegium 1914–1918 och ledamot av 1916 års sakkunnige för fortsatt utredning om den lägre tekniska undervisningen. Berglund var även sakkunnig för utarbetande av författningar rörande lärlings- och yrkesskolor 1918. Han skrev flera skrifter för lärlings- och yrkesskolor, om hantverket med mera. Vilhelm Berglund är begravd på Uppsala gamla kyrkogård.